# Kung Fu: A Lenda Continua
Kung Fu: The Legend Continues (No Brasil: Kung Fu - A Lenda Continua) é a série spin-off de Kung Fu, da década de 70, também estrelado por David Carradine. O programa original passava-se no velho oeste e mostrava Kwai Chang Caine (o avô) ajudando as pessoas com suas habilidades shaolins.
Na década de 90, a lenda Kung Fu renasceu com a história de Kwai Chang Caine (neto de Kwai Chang Caine) e de seu filho o Detetive Peter Caine. Caine é um mestre em artes marciais, um verdadeiro sacerdote nas artes shaolins. Depois da morte de sua esposa, mestre Caine e seu filho viveram no templo. Caine transmitia seu ensinandos a sabedoria dos antigos monges. Peter, um adolescente de 15 anos, fascinado pela filosofia chinesa, pelo kung fu e por seu pai. Quando mestre Caine expulsou um dos discípulos por falta de disciplina e desapreço pelos ensinamentos, este jurá vingança e retornar para destruir o templo. A tragédia acabou por separar pai e filho. Caine pensou que Peter havia morrido no incêndio e vice versa.